# 唯物弁証法
唯物弁証法（ゆいぶつべんしょうほう、独: materialistische Dialektik）または、弁証法的唯物論（べんしょうほうてきゆいぶつろん、独: dialektischer Materialismus）は、弁証法的に運動する物質が精神の根源であるという考え方。カール・マルクスによって定式化された歴史発展の法則である唯物史観の哲学的根拠となった。「階級闘争」の理論でもある。

## 概要
観念と物質は、どちらが本来的な存在なのかという議論（観念論と唯物論の対立）があったが、マルクスやエンゲルス、レーニンなどの唯物論者は、精神とは弁証法的に運動する物質のもたらす機能であると考えた。物質が本来的で、根源的な存在であり、人間の意識は身体（例えば大脳、小脳、延髄など）の活動から生まれるのである。現在は分離していると考えられている精神と物質は、自然科学や医学などの物質や身体への研究が進めば弁証法的に統一される。大脳生理学や神経学の発達で、人間の精神や意識はすべて説明、分析、操作できると考える。従来の静的で定常的な宇宙観や人間機械論に、弁証法的な運動と発展性と言う概念を付け加えた考えである。

## 起源と成立
1843年にパリに移住したマルクスは、すでにドイツ哲学のうちヘーゲルの「弁証法」とフォイエルバッハの「唯物論」を受容していた。弁証法は、創造－破壊－新たな創造という不断の過程を通じて前進する人類の傾向を指し、ゲルツェンによって「革命の代数学」といわれたように、変化を肯定する考え方だった。一方ヘーゲルの「絶対者」を「人間」「物質」に置換して解釈したフォイエルバッハの唯物論は、「人間は、その食うところのものである」と言いあらわすことができる。ロマンチックな希望より食欲のほうが確実・徹底的な変革の基礎と思われたので、マルクスはこの唯物論の上に革命の弁証法を置くことを考えた。しかしフォイエルバッハの唯物論は
1. 「物質」を単に外界の模写（感覚）と考え、それは思惟されたもの（精神）と区別がつかない
2. 「物質」を静態的なものとして扱う

という難点があり、時間を扱う歴史哲学や変化を説く革命理論と折り合わないことにマルクスは気づいていた。
パリで労働者の政治運動を見聞し、人間が社会的動物であるという見方を吸収したマルクスは、フォイエルバッハの唯物論を「意識が人間の存在を決定するのではなく、人間の社会的存在が意識を決定する」という定式に変えた。
さらに1844年にエンゲルスに会い、すでに自分が書いていた『経済学批判要綱』での主張である資本と労働の間の分離や私有財産への彼からの攻撃を知ったマルクスは、「階級闘争」という新しい観念をヘーゲル弁証法とフォイエルバッハ唯物論を結合させる要として用いる。
「階級闘争」は生活の資を得ようとするところから「唯物的」「経済的」な運動である。その運動は社会制度を作り、どの社会も時がたつとそれ自身の否定を生み出すという意味で「弁証法的」「政治的」なのである。エンゲルスはこのようなマルクスの哲学への貢献を、「自然と歴史の唯物論的解釈に弁証法を引き入れた」ことであると明記した。ヘーゲルにとって思惟の範疇と考えられた「弁証法」を、物質的な過程に置き換えることについての困難は、マルクスによって気づかれなかったか無視された。「哲学者たちは単に世界をいろいろに解釈してきただけだ、我々の仕事は世界を変革することなのに」という哲学への軽蔑は、行動を欲するマルクス主義者に受け継がれる。
“学位論文以後のマルクスは、フォイアーバッハの「人間学的唯物論」の影響を受けて、無神論と唯物論を結びつけることになるが、その結合の主導権は無神論にあるのであって、唯物論にあるのではない。マルクスにあっては、いわゆる唯物論は、伝統的観念論と闘うときの論争的アクセントであり、学的意味での思想的立場とすることはできない。”（『マルクス入門』　P86~P87  今村仁司著　ちくま新書）

## 後継者たち
唯物弁証法はその解釈者によって、強調点が異なる。社会が比較的安定していた1848年から半世紀の間では、歴史や文化を「唯物的」に解説する傾向が強く、コントの実証主義と似通う。彼らは資本主義経済の進展が革命を不可避にする、と論ずる。「思想は天から落ちてこない」と書いたアントニオ・ラブリオーラやフランツ・メーリング、プレハーノフやローザ・ルクセンブルクなどはこうした傾向の代表者であった。
もう一方の傾向としては、唯物弁証法の「弁証法」、つまり変革への意識的な関わりを主張するものがある。経済に対して「政治活動」の重視を唱え、現体制の打倒をうながす。したがってプロレタリアート「意識」を先取りして体現した党が、革命を代行することができるというボリシェヴィキ理論の基礎となったのも、このように目的的に解釈された「唯物弁証法」なのだ。ロシア革命以前には、この一派はレーニン以外の著名な権威をもたなかった。
ロシア革命がソ連国家を成立させ、レーニン主義的（プレハーノフ的）弁証法的唯物論が主流になると、1923年にジェルジ・ルカーチが『歴史と階級意識』で弁証法的方法を議論したときにドイツ共産党内で批判を受け、さらにカール・コルシュがコミンテルン議長のジノヴィエフから名指しで哲学的偏向を非難され1926年にドイツ共産党から除名されたことにもあらわれている。レーニンの「革命前衛」や「資本論に反対する革命」などの目的的な傾向を嗣いでいたイタリア共産党のグラムシは、『獄中ノート』においてブハーリンの『史的唯物論の理論』を批判する。